# David Foster (jinete)
David Foster (Enfield, 26 de marzo de 1955–Navan, 13 de abril de 1998) fue un jinete irlandés que compitió en la modalidad de concurso completo. Ganó una medalla de oro en el Campeonato Europeo de Concurso Completo de 1979, en la prueba por equipos.

## Palmarés internacional
| Campeonato Europeo | Campeonato Europeo | Campeonato Europeo | Campeonato Europeo |
| Año                | Lugar              | Medalla            | Categoría          |
| ------------------ | ------------------ | ------------------ | ------------------ |
| 1979               | Luhmühlen (RFA)    | Medalla de oro     | Por equipos        |